# Peter Ekberg
Peter Olof Ekberg, även känd som Peter O Ekberg samt under pseudonymen NP Lonesome, född 9 april 1953 i Åryd i Hemmesjö med Tegnaby församling, är en svensk kulturarbetare, låtskrivare, gitarrist och musikproducent.

## Musik
Efter att i mitten på 1960-talet ha spelat med olika band i Småland blev Ekberg basistvikarie och låtskrivare i Thorleifs. I mitten av 1970-talet fick han som musiklärare i Ljungby kontakt med Sölve Rydell. De gjorde tre plattor tillsammans, där Rydell stod för text och Ekberg för musik. Det första albumet, Peter O Ekberg & Attila – Så Häftigt!!, utkom 1975 på Polydor, följt av två LP för Tor Grammofon, Peter O. Ekberg och Så länge vi har oss. Ekberg gjorde därefter som soloartist ytterliga två plattor på EMI, varav den ena, Open for business, med The Boogie Kings' och det senare med det egna bandet Peter O Ekbergs System. Ekberg spelade även med andra artister som Py Bäckman, Dan Hylanders Raj Montana Band (turnéer och deras första LP, Raj Montana Band), Björn Afzelius (För Kung och Fosterland), Tommy Körberg, Mats Ronander, Mikael Rickfors, Kim Wilson från Fabulous Thunderbirds och Louise Hoffsten. 1979 gjordes julplattan Glitter, glögg och rock n´roll där Ekberg både medverkade och producerade, bland andra Björn Skifs. 
Som musikproducent efterträdde Ekberg 1982 Anders Burman och fick samordna den svenska sidan av WEA-Metronome och var 1983–1986 producent och inspelningschef där och producerade skivor med ett stort antal svenska artister. Så till exempel Björnson, Kånka på ett tåg, samt Suzzies Orkester.       
Peter O Ekberg har även producerat delar av albumet Piano in the Dark med Brenda Russell samt Lisa Nilssons debutalbum, Indestructable. 
Vid slutet av 1980-talet bodde åter Ekberg i Austin, Texas, där han producerade och spelade med olika lokala artister. 2008 inledde Ekberg ett kort samarbete med sångaren och musikern Ola Bjurman. Ur detta kom plattan Fogerty Files (2008), som är en tolkning av och hyllning till John Fogertys låtskrivande. Plattan är utgiven på Ekbergs bolag POE Productions AB. 2016 släppte Ekberg ett nytt eget album efter nästan 30 år, nu under pseudonymen NP Lonesome a k a Peter O Ekberg. Albumet The Blue Accordingly har 13 egna låtar. 2017 släppte NP Lonesome albumet Long Play och 2019 albumen Tangorabatt och Gubbjävel under namnet Peter O Ekberg.

## TV och utbildning
Åter i Stockholm blev Ekberg 1990–1999 TV-producent på SVT i Stockholm samt NRK i Oslo efter att redan 1980 varit programledare för programmet Mitt instrument i SVT. Bland produktioner märks Dominans (med Jonas Hallberg och Gillis Herlitz), Söndagsöppet Pick-up med Anders Lundin, Grammisgalan och ett flertal musikprogram med olika artister som Roxette och Lisa Nilsson. 1993 var han ansvarig för dokumentärfilmen Texas – i verkligheten, som sändes i samband med det sista avsnittet av TV-serien Dallas. 
1999–2009  var Ekberg rektor vid Institutet för högre TV-utbildning (IHTV) i Göteborg och 2010–2014 rektor och verksamhetschef för Kulturskolan i Karlskrona respektive Karlskrona konsthall. Ekberg har dessutom varit kulturchef i Piteå kommun och var från 2016 till 2022 kulturchef i Oskarshamns kommun.